# Ropica exocentroides
Ropica exocentroides är en skalbaggsart som beskrevs av Francis Polkinghorne Pascoe 1859. Ropica exocentroides ingår i släktet Ropica och familjen långhorningar. Inga underarter finns listade i Catalogue of Life.